# Az Indonesia AirAsia 8501-es járatának katasztrófája
Az Indonesia AirAsia 8501-es (QZ8501/AWQ8501), Surabayából Szingapúrba tartó menetrend szerinti járata helyi idő szerint 2014. december 28-án, vasárnap hajnalban lezuhant. A PK-AXC lajstromjelű Airbus A320-216-os típusú repülőgép a Jáva-tenger felett tűnt el a radarok képernyőjéről. A gépen 155 utas és 7 főnyi személyzet tartózkodott. Az eltűnt gép egyes darabjait december 30-án találták meg. Az AirAsia Groupnak ez volt az első halálos áldozatokkal járó balesete az 1996-os alapítása óta.

## Események
A járat helyi idő szerint 5:35-kor (UTC: 22:35, magyar idő: 23:35) szállt fel Surubayából. A Szingapúr-Changi repülőtérre kellett volna megérkeznie helyi idő szerint 8:30-kor (UTC: 0:30, magyar idő: 1:30).
A gép körülbelül 10 000 m-en, azaz FL 320 (= 32 000 láb) magasságon tartózkodott a Pulau Belitung szigettől kb. 175 km-re (=95 tengeri mérföld) délkeletre, amikor a személyzet FL 380-ra (=38 000 láb, kb. 11 600 m) történő emelkedésre és a kijelölt útvonaltól való eltérésre kért engedélyt a térségben lévő heves viharok miatt. A géppel ez volt az utolsó kapcsolat, a földi irányítás helyi idő szerint 6:17-kor elvesztette a kapcsolatot a géppel. A személyzet nem adott le vészjelzést.

### Idővonal
| Eltelt idő (ÓÓ:PP) | Idő                | Idő                                | Esemény |
| Eltelt idő (ÓÓ:PP) | Magyar idő (UTC+1) | Nyugat-indonéz időzóna (WIB) UTC+7 | Esemény |
| ------------------ | ------------------ | ---------------------------------- | --- |
| 00:00              | december 27.       | december 28.                       | A repülőgép felszáll a surabayai Juanda nemzetközi repülőtérről.                                                                                              |
| 00:00              | 23:35              | 05:35                              | A repülőgép felszáll a surabayai Juanda nemzetközi repülőtérről.                                                                                              |
| 00:37              | december 28.       | 06:12                              | A pilóták engedélyt kérnek az emelkedésre 32 000 lábról 38 000 láb magasságra, a rossz időjárás miatt.                                                        |
| 00:37              | 00:12              | 06:12                              | A pilóták engedélyt kérnek az emelkedésre 32 000 lábról 38 000 láb magasságra, a rossz időjárás miatt.                                                        |
| 00:42              | 00:17              | 06:17                              | A radarjel elveszik az AirNav Indonesia szerint. (Az AirAsia 6:24-re tette a jel elvesztését.)                                                                |
| 00:43              | 00:18              | 06:18                              | ADS-B transponder jel elveszik, az utolsó ismert pozíció d. sz. 3,3708°, k. h. 109,6911°3.370800°S 109.691100°E, az Indonéz Közlekedési Minisztérium szerint. |
| -                  | 01:30              | 07:30                              | A járat menetrend szerinti érkezési ideje a Szingapúr-Changi repülőtérre.                                                                                     |
| 02:20              | 01:55              | 07:55                              | Az Indonesia AirAsia 8501-es járatát hivatalosan eltűntként tartják nyilván.                                                                                  |
| 04:47              | 04:22              | 10:22                              | Elkezdik az eltűnt repülőgép keresését. |
| 54:25              | december 30.       | december 30.                       | A repülőgép néhány darabját megtalálják az utolsó ismert pozíciótól nem messze.                                                                               |
| 54:25              | 06:00              | 13:00                              | A repülőgép néhány darabját megtalálják az utolsó ismert pozíciótól nem messze.                                                                               |

## A gép

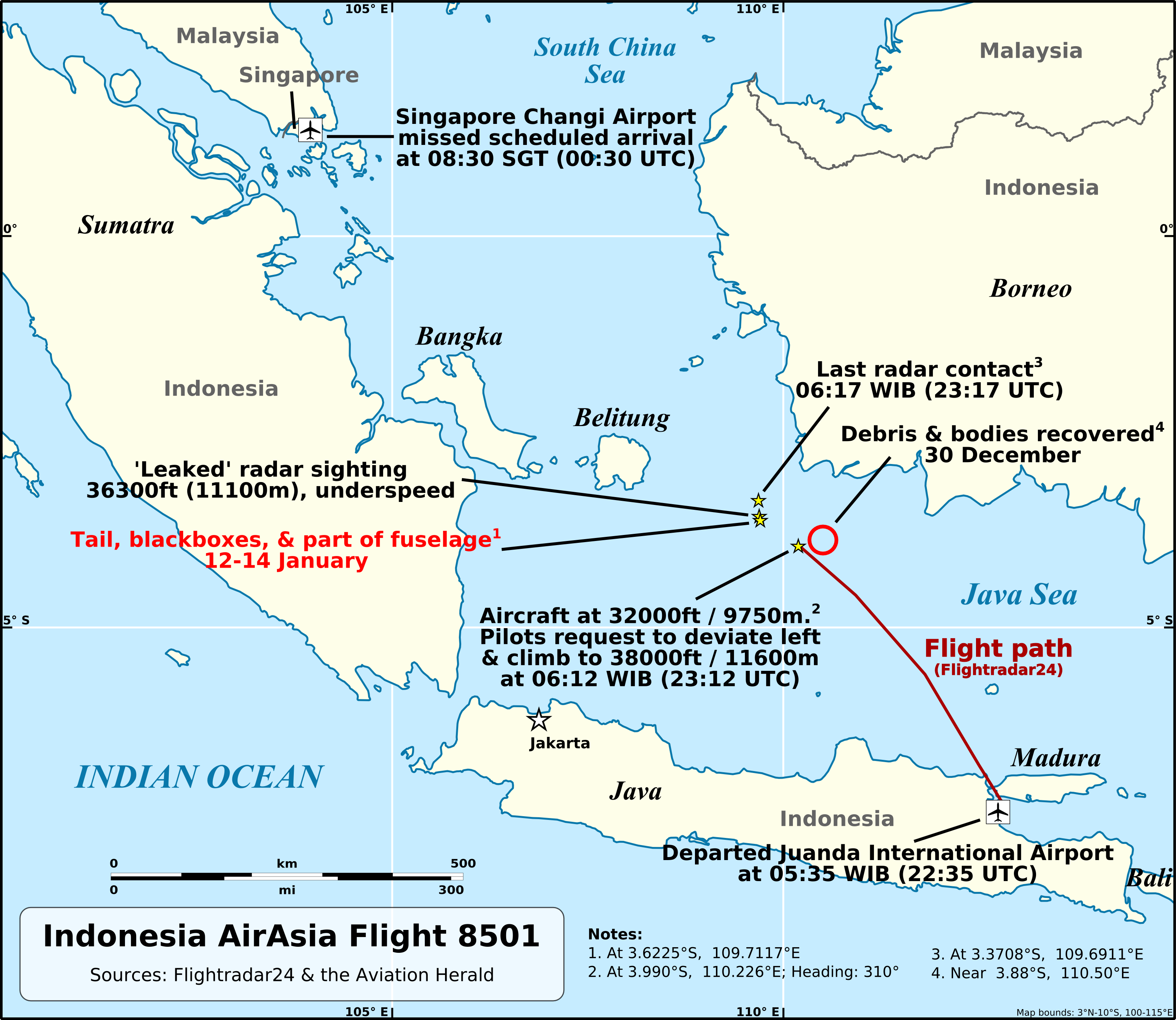
Az eltűnt gép útvonala

A repülőgép egy Airbus A320-216 típus, lajstromjele PK-AXC. Az első repülése 2008. szeptember 25-én volt, az AirAsia 2008. október 15-én kapta meg. Legutolsó átvizsgálása 2014. november 16-án történt. A gép 23 000 repült órával rendelkezett.

## Az utasok és a személyzet
A fedélzeten 155 utas és 7 főnyi személyzet tartózkodott.

### A személyzet
A személyzet többsége (6 fő) indonéz állampolgárságú. A gép kapitánya Captain Iriyanto, aki 6100 órát repült, az első tiszt a francia Rémi Emmanuel Plesel 2275 repült órával. Őket tapasztalt szakembereknek ismerte a légitársaság.

### Az utasok
Az utasok többsége indonéz volt. A gépen 16 gyerek és egy csecsemő is utazott.
| Állampolgárság     | Utasok | Személyzet | Összesen |
| ------------------ | ------ | ---------- | -------- |
| Indonézia          | 149    | 6          | 155      |
| Malajzia           | 1      |            | 1        |
| Dél-Korea          | 3      |            | 3        |
| Franciaország      | 0      | 1          | 1        |
| Szingapúr          | 1      |            | 1        |
| Egyesült Királyság | 1      |            | 1        |
| Összesen           | 155    | 7          | 162      |

## Keresés

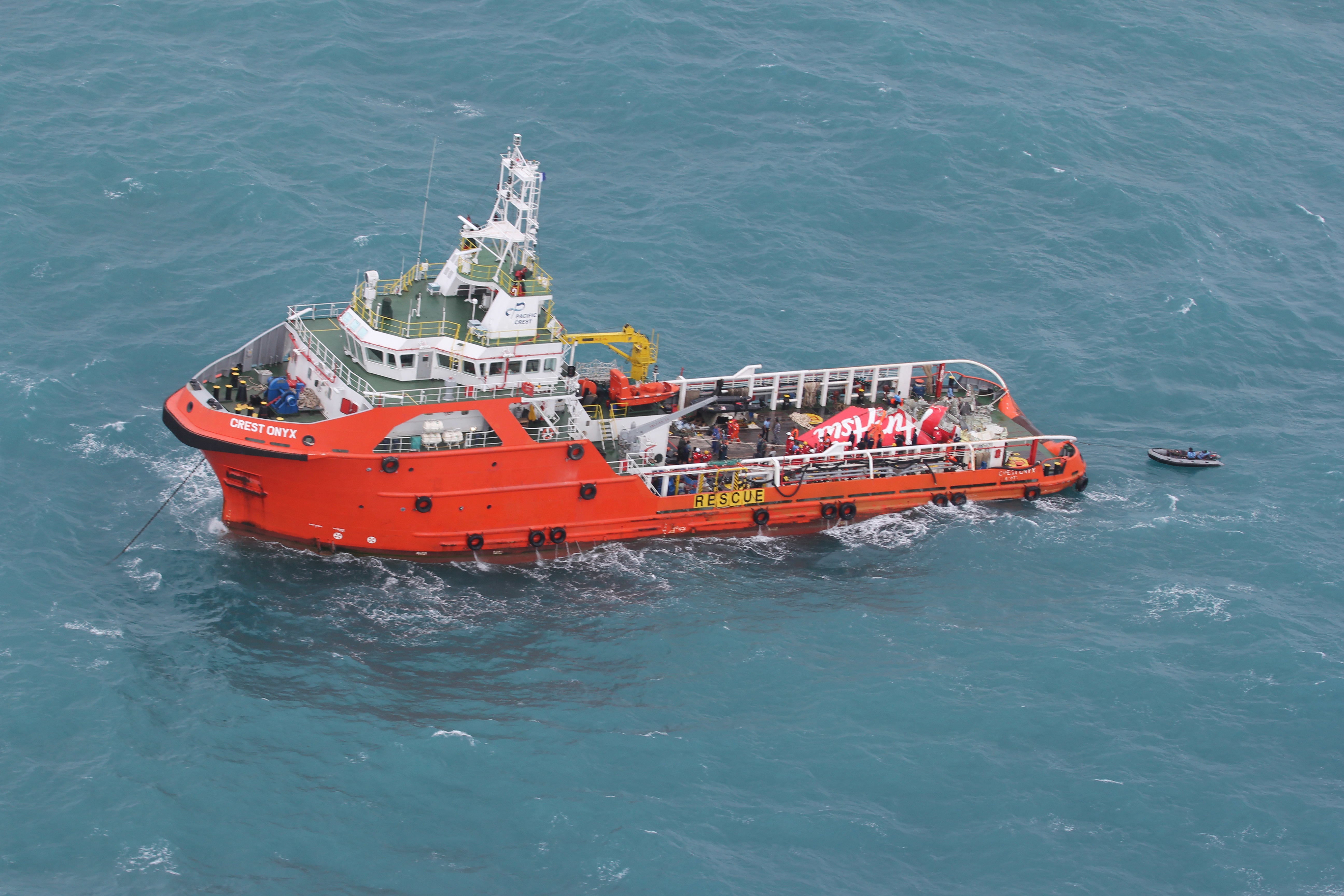
A Crest Onyx, egy fúrótornyok kiszolgálására kialakított hajó, fedélzetén a repülőgép kiemelt farokrészével

Az indonéz hatóságok kereső- ésmentő csapatokat indítottak a repülőgép vélhető vízbe csapódásának helyszínére. A szingapúri Changi repülőtéren a hozzátartozók számára krízisközpontot és telefonos segélyvonalat nyitottak meg. A gép felkutatásába több ország is bekapcsolódott, (pl. Ausztrália és India) hogy minél hamarabb megtalálják az eltűnt repülőt, mely feltételezések szerint a tengerbe csapódott.
2014. december 30-án az indonéz kutató- és mentőcsapatok úszó tárgyakat találtak a gép utolsó ismert pozíciójától nem messze, a Karimata-szorosnál, mely feltételezhetően az Airbus A320-as géphez tartozik. 2015. január 3-áig a gép négy roncsdarabját és 46 holttestet találtak meg. 2015. január 7-én a kutató- és mentőcsapatok megtalálták a gép függőleges vezérsíkját és a törzs hátsó részét. Január 11-én egy 10×4 méteres tárgyat találtak. 11-éig összesen 48 holttest került elő. Ugyanezen a napon találták meg a repülési adat- és hangrögzítő feketedobozokat 30–32 méter mélyen. A felszínre hozott repülési adatrögzítőt egy jakartai laboratóriumba szállították, ahol indonéz és francia vizsgálók megkezdték az adatok kinyerését. A szakértők azt várják, hogy elég bizonyítékot tudnak belőle kinyerni, mellyel rekonstruálni tudják a gép tengerbe csapódásának körülményeit és okait. Január 13-án kiemelték a másik adatrögzítőt, amely a kommunikációt rögzítette. Január 14-én megtalálták a gép törzsét is.

## A katasztrófa lehetséges okai
Az indonéz meteorológiai szolgálat szerint szélsőséges időjárási viszonyok idézhették elő a gép katasztrófáját. Az ügynökség kiemelte, ez az egyike a lehetséges okoknak, amely a rendelkezésre álló meteorológiai adatokon alapul. A Reuters információi szerint a gép eltűnésének időpontjában nagyobb magasságban több repülőgép is gond nélkül átrepült a vihar felett, viszont az AirAsia gépe alacsonyabban repült. A személyzet a dzsakartai irányítótoronnyal  folytatott utolsó beszélgetésében FL 380-ra való emelkedésre kért engedélyt, melyet a légiforgalmi irányító akkor nem adott meg, mert a közelben, nagyobb magasságban hét másik gép haladt át. A légiirányítás megadta az engedélyt az emelkedésre 06:14-kor, erre azonban a gép már nem válaszolt.
Valószínűsíthető, hogy a gép, mivel nem kapott engedélyt az emelkedésre, belerepült a viharba.
Egy lehetséges magyarázat az, hogy lejegesedtek a gép hajtóművei.